# فرانسوا فاغنر
فرانسوا فاغنر (بالفرنسية: François Wagner)‏ هو لاعب جمباز فني لوكسمبورغي، (ولد في لوكسمبورغ في لوكسمبورغ 1890  م).

## وصلات خارجية
- فرانسوا فاغنر على موقع أوليمبيديا (الإنجليزية)